# Ной
Ной (івр. נֹחַ, Но́ах — у Біблії (Буття 5:29) витлумачено як «заспокійливий»; дав.-гр. Νῶε, араб. نوح [nūḥ], Нух) — останній (десятий) з допотопних старозавітних патріархів, що походять за прямою лінією від Адама. Син Ламеха (Лемеха), онук Мафусаїла, батько Сима (Шема), Хама і Яфета (Буття 5:28–32; 1Пар 1:4).
Згідно Біблії, Ной був праведником у своєму поколінні, за що був врятований Богом від Всесвітнього потопу і став продовжувачем людського роду. З цією метою Бог наказав Ною побудувати Ковчег і взяти туди членів своєї родини і по парі тварин кожного виду (згідно Буття 7:2, «чистих» тварин треба було взяти по семи пар, щоб був запас для жертвоприношень). Після закінчення потопу ковчега прибило до гір Араратських (Буття 8:4), де Ной приніс жертви Богові, і Бог благословив його і його потомство, уклавши з ним Завіт (Буття 9:1—17). На підставі того, що назва Арарат рівнозначна Урарту, місцевості і державі на північ від Ассирії, вважається, що Араратські гори перебували в Урарту, в якій знаходиться і гора Арарат. Згідно Біблійної енциклопедії Брокгауза, ніщо не вказує на те, що ковчег пристав саме до сучасної гори Арарат.
Під ім'ям Нух шанується як пророк в ісламі.

## У Священних Писаннях

### У П'ятикнижжі

#### До Потопу (Буття6:8—22)
Згідно Книзі Буття, Ной «знайшов милість в очах Господніх» (Буття 6:8), оскільки «був чоловік праведний і невинний у своїх поколіннях.» і «ходив з Богом» (Буття 6:9). За свою праведність Ной з родиною був обраний Богом для відродження людського роду після Всесвітнього потопу, який з'явився Божественною карою за моральне падіння людства. Бог завчасно повідомив Ною про своє рішення винищити все живе на землі і дав точні вказівки, як побудувати Ковчег — судно з дерева гофер (можливо, кипарис або кедр), здатне пережити підготовлюваний потоп — і спорядити його для тривалого плавання.

#### Потоп (Буття7:1—8:17)

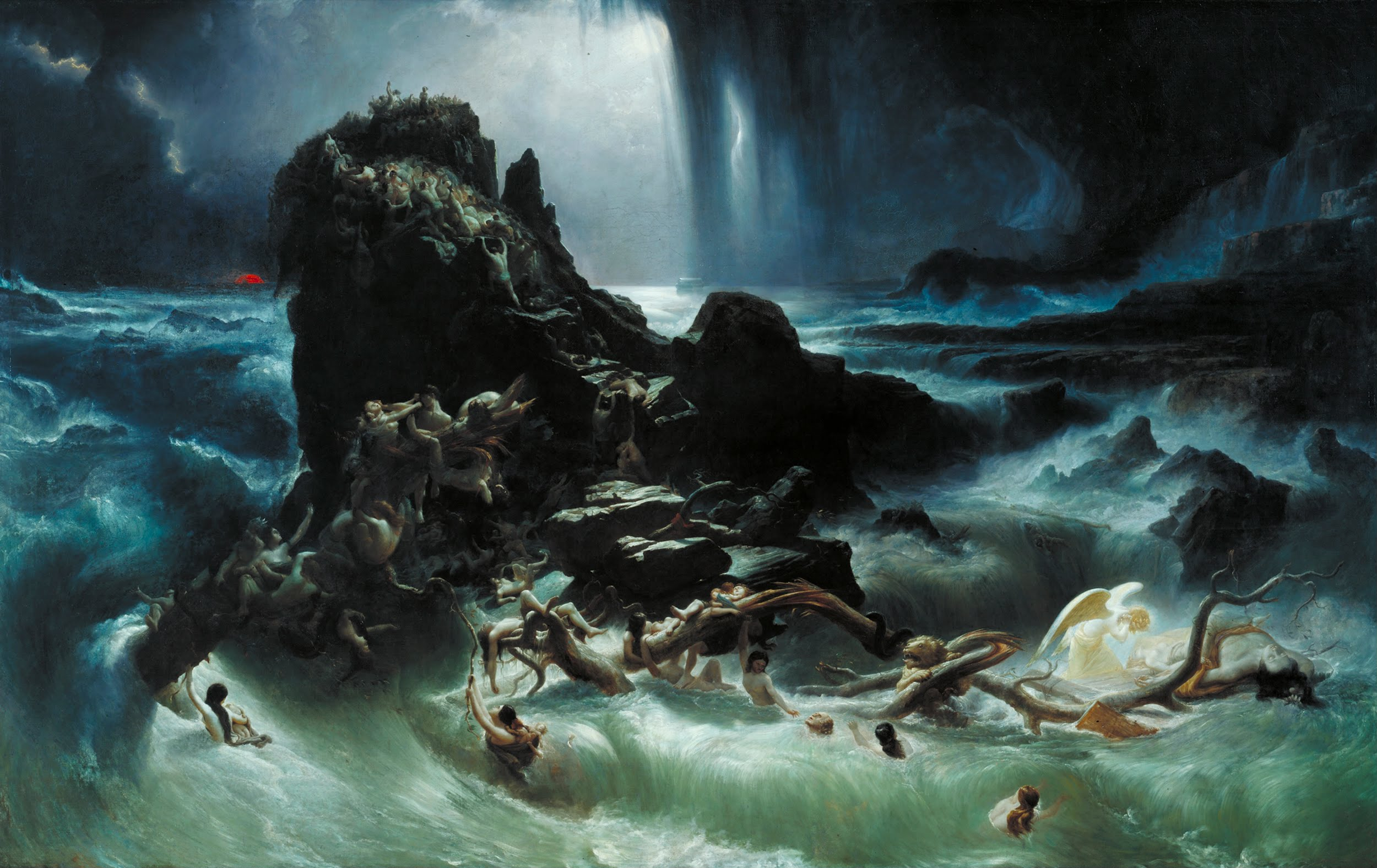
«Потоп», Френсіс Денбі, 1840, галерея Тейт

Коли приготування були закінчені, Бог наказав Ною взяти з собою до ковчегу по двоє із кожного виду тварин і птахів, а «чистих» (тобто придатних для принесення в жертву) — по семи пар, «щоб плем'я сховати живим на поверхні всієї землі» (Буття 7:3). Разом з Ноєм до ковчегу прийшла також його родина: дружина і троє синів з дружинами.
У 17 день другого місяця шостої сотні літ життя Ноєвого «відкрилися всі джерела великої безодні, і розчинилися небесні розтвори» (Буття 7:11) і води обрушилися на землю. Повінь тривав 40 днів і ночей, після чого води підійняли ковчег, і він поплив (Буття 7:17,18). Вода стояла так високо, що пливучий на її поверхні ковчег був вище гірських піків, «що під небом усім» (Буття 7:19). Все живе на землі загинуло в водах потопу, залишився лише Ной і його супутники. Тільки через 150 днів вода стала спадати, і незабаром, на 17 день сьомого місяця, ковчег зупинився, опустившись на скелі Араратських гір (5000 метрів над рівнем моря). Проте, вершини інших гір з'явилися лише першого числа десятого місяця, після чого Ной почекав ще 40 днів і випустив ворона. Однак ворон, не знайшовши суші, кожного разу повертався назад, поки не знайшов поверхню землі.
Після цього Ной тричі (з перервами по сім днів) випускав голубку. У перший раз голубка також повернулась ні з чим, у другий — принесла в дзьобі свіжий оливковий лист, який свідчив про те, що «спала вода з-над землі» (Буття 8:11). На третій раз голубка не повернулась. Земля висохла до першого числа першого місяця, однак остаточно земля висохла лише 27 числа другого місяця. Тоді Ной, нарешті, зміг покинути корабель, і його нащадки знову заселили землю.

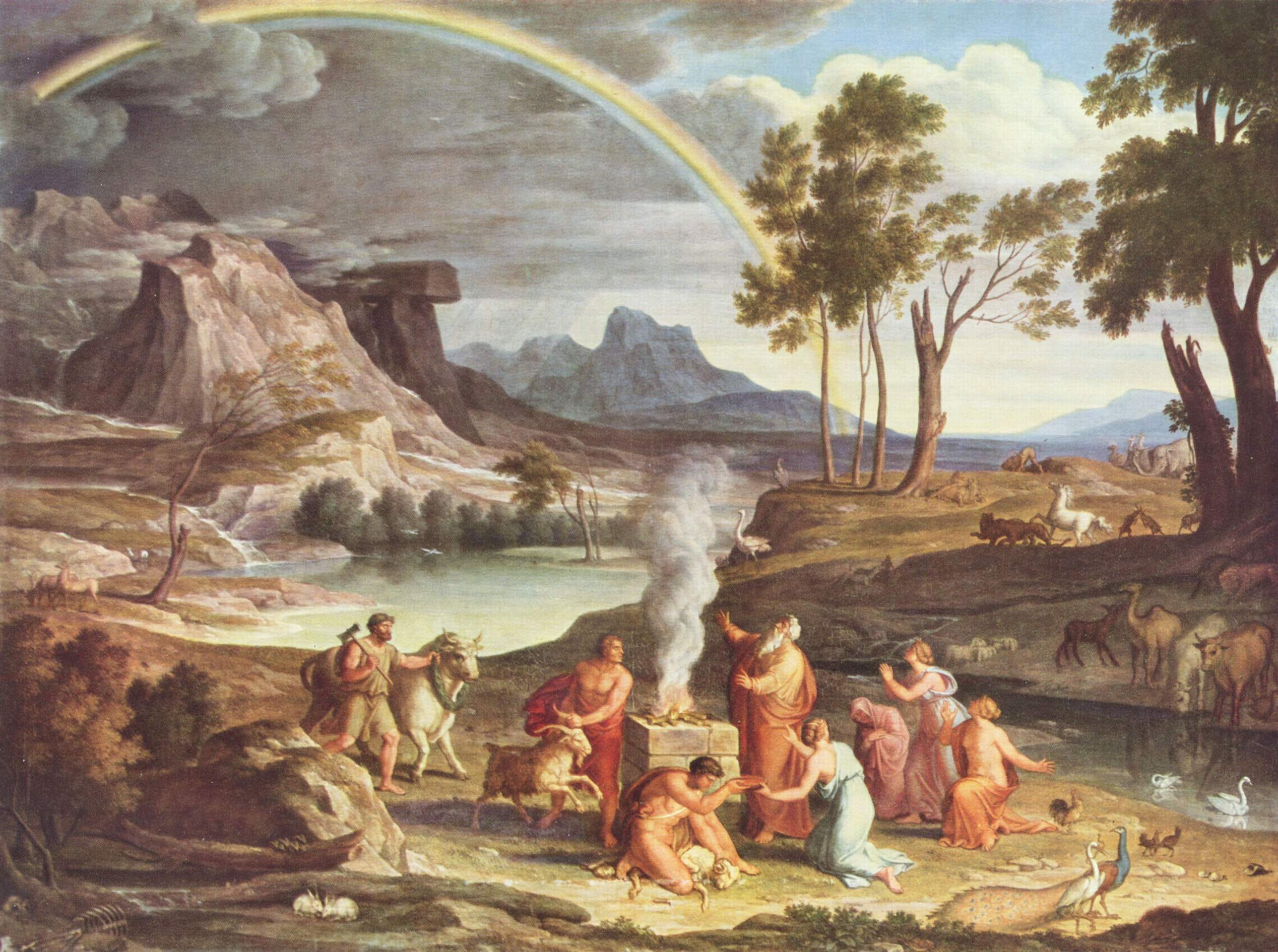
«Краєвид з жертвопринесенням Ноя», И. А. Кох, бл. 1803. Державна галерея, Франкфурт-на-Майні

#### Завіт з Богом (Буття8:18—9:17)
Вийшовши з ковчега у гір Араратських (Буття 8:4), Ной узяв «із кожної чистої худоби й з кожного чистого птаства, і приніс на жертівнику цілопалення» (Буття 8:20) в подяку за своє звільнення. Тут вперше в Біблії з'являється жертвоприношення тварин цілопаленням. Бог пообіцяв повернути світу колишній лад речей і більш ніколи не спустошувати землю за провину людей. Після цього Бог благословив Ноя, його нащадків (тобто все післяпотопне людство) і все творіння, що на землі (Буття 9:1–17), і дав людству ряд моральних законів. На закінчення, Господь пообіцяв Ною більше не нищити людський рід водами потопу і як знак божественного Завіту з людьми в небесах засяяла веселка.

#### Після Потопу (Буття9:18—29)

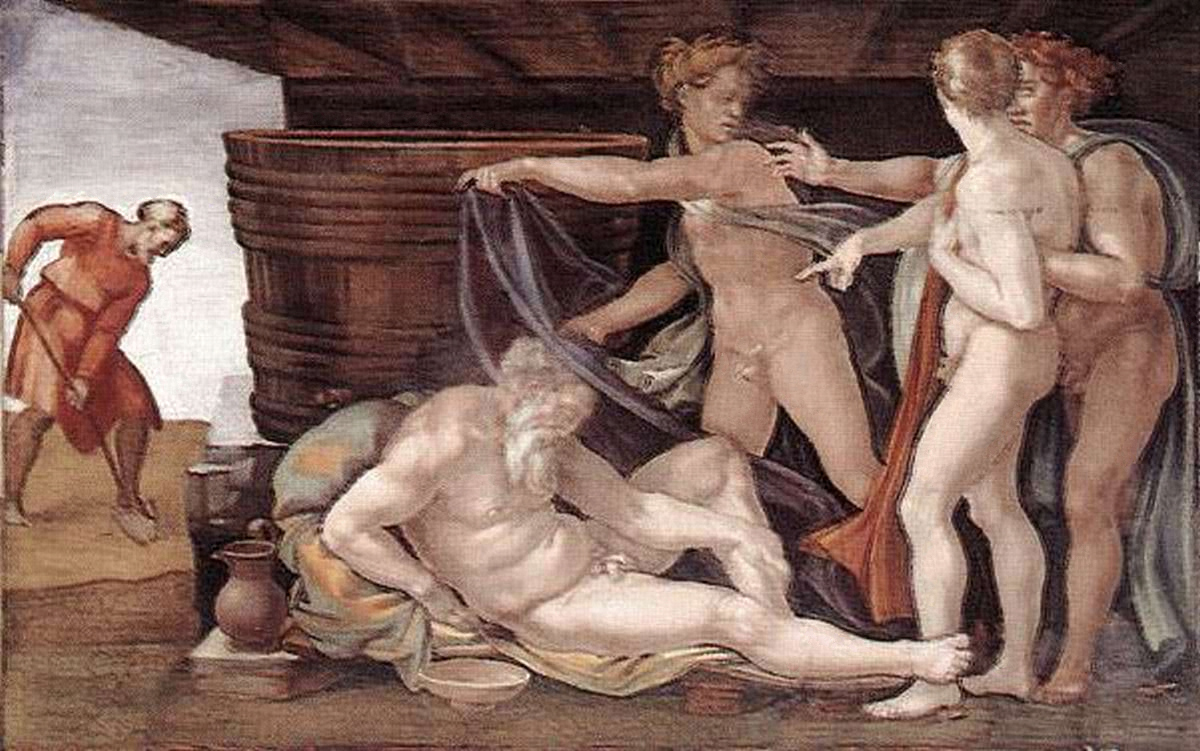
«Сп'яніння Ноя», фреска Мікеланджело у Сикстинській капелі, 1508—1512.

За Біблією, вийшовши з ковчегу, Ной зайнявся обробітком землі, насадив виноградник і винайшов мистецтво приготування вина (Буття 9:20). Одного разу, коли Ной сп'янів і лежав оголеним у своєму наметі, його син Хам (ймовірно зі своїм сином Ханааном) побачив «наготу батька свого» (Буття 8:22), і, залишивши батька оголеним, поспішив розповісти про це двом своїм браттям. «Узяли тоді Сим та Яфет одежину, і поклали обидва на плечі свої, і позадкували, та й прикрили наготу батька свого. Вони відвернули дозаду обличчя свої, і не бачили наготи батька свого» (Буття 8:23). За проявлену неповагу Ной прокляв сина Хама — Ханаана і його нащадків, оголосивши, що ті будуть рабами Сима і Яфета. Двох інших своїх синів Ной благословив: «Нехай Бог розпросторить Яфета, і нехай пробуває в наметах він Симових» (Буття 9:27).
Після потопу Ной жив ще 350 років і помер у віці 950 років (Буття 9:29).

##### Діти і нащадки Ноя (Буття10)
Згідно біблійному родоводу, Ной є родоначальником всіх народів світу, які поділяються на три основні групи:
- нащадки Сим а (Семіти, близькосхідні народи; див. Афразійська сім'я);
- нащадки Хама (Хаміти, застарілий вираз; відносять темношкірих людей Африки та Азії);
- нащадки Яфета (дуже приблизно співвідносні з деякими групами індоєвропейських народів).

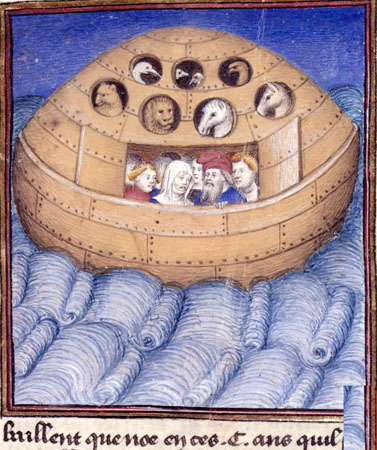
"Ной з родиною в ковчезі ", мініатюра з французького рукопису поч. XV ст.

### В інших текстах Старого Завіту
Ной згадується також в Книзі пророка Єзекіїля (14:14—20) як один з трьох праведників давнини, поряд з Даниїлом і Йовом.

#### В апокрифах Старого Завіту
Крім канонічних книг Біблії, розповідь про потоп міститься також в пізніх апокрифах. Найбільшу поширеність здобула Книга Еноха. Розповідь в основних лініях збігається з викладеною у Бутті. Причиною потопу, згідно з Книгою Еноха, стало змішання янголів з дочками людськими, внаслідок чого з'явилися велетні (нефілім), що викликало суспільну нерівність і гноблення, війни, поширення серед людей магії і чаклунства, падіння моралі.
Також про Ноя згадує і Сиракід (Сир 44:16—18).

### У Новому Завіті

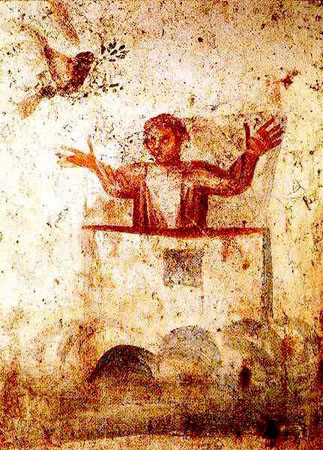
"Ной і голубка з оливковою гілкою ". Фреска в ранньохристиянських катакомбах, II—IV ст.

Новий Завіт вказує на часи Ноя в оповіданні про друге пришестя Христа, застерігаючи людей від зневіри і безпечності:
| " | …Як було за днів Ноєвих, так буде і прихід Сина Людського. Бо так само, як за днів до потопу всі їли й пили, женилися й заміж виходили, аж до дня, коли Ной увійшов до ковчегу, і не знали, аж поки потоп не прийшов Друге Пришестя Христата й усіх не забрав, так буде і прихід Сина Людського… (Мф 24:37—39) | " |

Апостол Петро називає Ноя проповідником правди і в його врятуванні від потопу у ковчезі бачить вказівку на можливість духовного порятунку через хрещення (2 Петр. 2:5). Апостол Павло також наводить приклад Ноя, як зразок віри: «…нею світ засудив він, і став спадкоємцем праведності, що з віри вона» (Євр 11:7)

#### В апокрифах Нового Завіту
Ной згадується в одному з апокрифів Нового Завіту — «Одкровенні Павла», а також в «Книгах Сивилл».

### У Корані
У Корані Ной іменується Нухом і шанується в ісламі як перший з п'яти великих пророків Аллаха, а також як один з перших пророків руйнування. Нух був направлений Богом до одноплемінників-ідолопоклонників, щоб ті увірували в єдиного Аллаха і залишили язичництво. Одноплемінники прогнали Нуха (Коран, 71:23) і він почав благати: "Господи! Не лиши на землі жодного невірного! " (71:26). По молитві Нуха Аллах послав на землю потоп (54:11). Нух разом з вірними Аллаху й багатьма тваринами був врятований у ковчезі, збитому з дощок цвяхами.

## Літописання

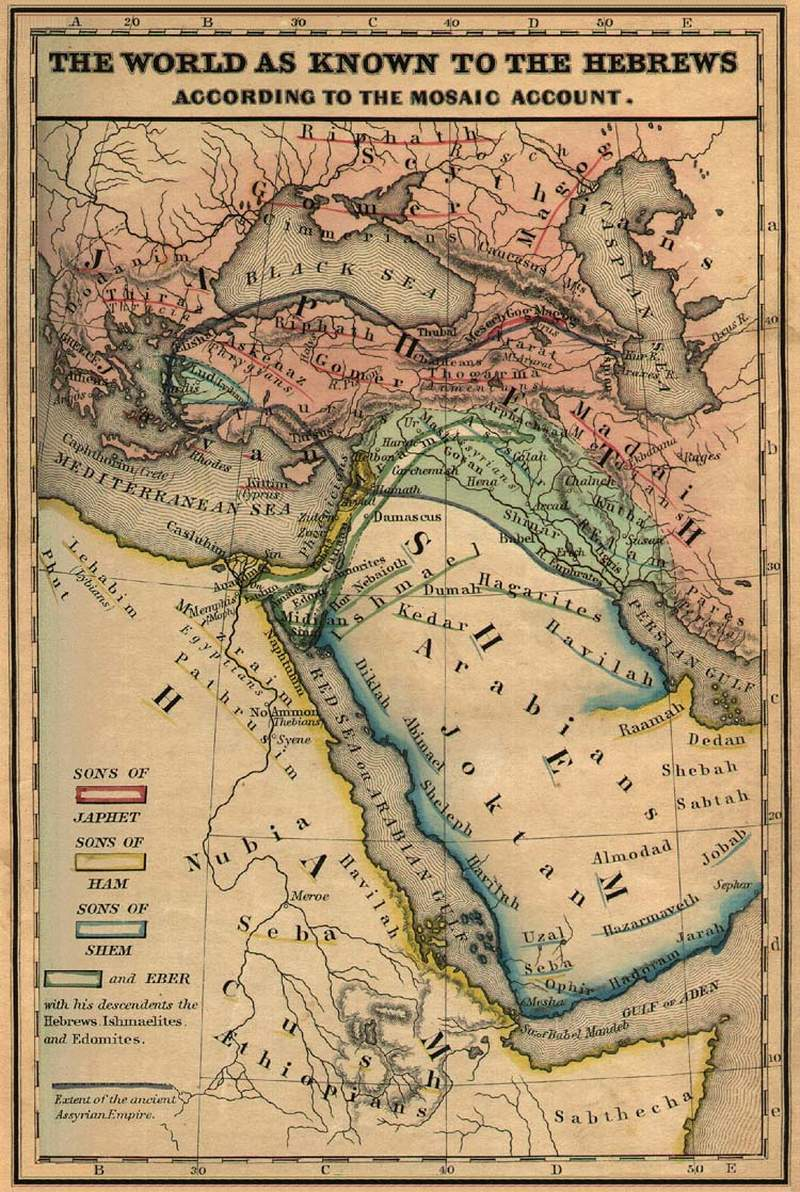
Розповсюдження нащадків Сема, Хама і Яфета («Historical Textbook and Atlas of Biblical Geography», 1854)

Ной, згідно з Біблією, був нащадком Адама в десятому поколінні.
|      |      |      |      |      |      |  |  |          |          |          |          |          |          |  |  | Адам      | Адам      | Адам      | Адам      | Адам      | Адам      |       |       | Єва   | Єва   | Єва   | Єва   | Єва   | Єва   |  |  |          |          |          |          |          |          |  |  |      |      |      |      |      |      |  |  |  |  |  |  |  |  |  |  |  |  |  |  |  |  |  |  |  |  |  |  |  |  |
|      |      |      |      |      |      |  |  |          |          |          |          |          |          |  |  | Адам      | Адам      | Адам      | Адам      | Адам      | Адам      |       |       | Єва   | Єва   | Єва   | Єва   | Єва   | Єва   |  |  |          |          |          |          |          |          |  |  |      |      |      |      |      |      |  |  |  |  |  |  |  |  |  |  |  |  |  |  |  |  |  |  |  |  |  |  |  |  |
|      |      |      |      |      |      |  |  |          |          |          |          |          |          |  |  |           |           |           |           |           |           |       |       |       |       |       |       |       |       |  |  |          |          |          |          |          |          |  |  |      |      |      |      |      |      |  |  |  |  |  |  |  |  |  |  |  |  |  |  |  |  |  |  |  |  |  |  |  |  |
|      |      |      |      |      |      |  |  |          |          |          |          |          |          |  |  |           |           |           |           |           |           |       |       |       |       |       |       |       |       |  |  |          |          |          |          |          |          |  |  |      |      |      |      |      |      |  |  |  |  |  |  |  |  |  |  |  |  |  |  |  |  |  |  |  |  |  |  |  |  |
|      |      |      |      |      |      |  |  | Каїн     | Каїн     | Каїн     | Каїн     | Каїн     | Каїн     |  |  |           |           |           |           | Авель     | Авель     | Авель | Авель | Авель | Авель |       |       |       |       |  |  | Сиф      | Сиф      | Сиф      | Сиф      | Сиф      | Сиф      |  |  |      |      |      |      |      |      |  |  |  |  |  |  |  |  |  |  |  |  |  |  |  |  |  |  |  |  |  |  |  |  |
|      |      |      |      |      |      |  |  | Каїн     | Каїн     | Каїн     | Каїн     | Каїн     | Каїн     |  |  |           |           |           |           | Авель     | Авель     | Авель | Авель | Авель | Авель |       |       |       |       |  |  | Сиф      | Сиф      | Сиф      | Сиф      | Сиф      | Сиф      |  |  |      |      |      |      |      |      |  |  |  |  |  |  |  |  |  |  |  |  |  |  |  |  |  |  |  |  |  |  |  |  |
|      |      |      |      |      |      |  |  | Енох     | Енох     | Енох     | Енох     | Енох     | Енох     |  |  |           |           |           |           |           |           |       |       |       |       |       |       |       |       |  |  | Енош     | Енош     | Енош     | Енош     | Енош     | Енош     |  |  |      |      |      |      |      |      |  |  |  |  |  |  |  |  |  |  |  |  |  |  |  |  |  |  |  |  |  |  |  |  |
|      |      |      |      |      |      |  |  | Енох     | Енох     | Енох     | Енох     | Енох     | Енох     |  |  |           |           |           |           |           |           |       |       |       |       |       |       |       |       |  |  | Енош     | Енош     | Енош     | Енош     | Енош     | Енош     |  |  |      |      |      |      |      |      |  |  |  |  |  |  |  |  |  |  |  |  |  |  |  |  |  |  |  |  |  |  |  |  |
|      |      |      |      |      |      |  |  | Ірад     | Ірад     | Ірад     | Ірад     | Ірад     | Ірад     |  |  |           |           |           |           |           |           |       |       |       |       |       |       |       |       |  |  | Кенан    | Кенан    | Кенан    | Кенан    | Кенан    | Кенан    |  |  |      |      |      |      |      |      |  |  |  |  |  |  |  |  |  |  |  |  |  |  |  |  |  |  |  |  |  |  |  |  |
|      |      |      |      |      |      |  |  | Ірад     | Ірад     | Ірад     | Ірад     | Ірад     | Ірад     |  |  |           |           |           |           |           |           |       |       |       |       |       |       |       |       |  |  | Кенан    | Кенан    | Кенан    | Кенан    | Кенан    | Кенан    |  |  |      |      |      |      |      |      |  |  |  |  |  |  |  |  |  |  |  |  |  |  |  |  |  |  |  |  |  |  |  |  |
|      |      |      |      |      |      |  |  | Мехуяїл  | Мехуяїл  | Мехуяїл  | Мехуяїл  | Мехуяїл  | Мехуяїл  |  |  |           |           |           |           |           |           |       |       |       |       |       |       |       |       |  |  | Малелеїл | Малелеїл | Малелеїл | Малелеїл | Малелеїл | Малелеїл |  |  |      |      |      |      |      |      |  |  |  |  |  |  |  |  |  |  |  |  |  |  |  |  |  |  |  |  |  |  |  |  |
|      |      |      |      |      |      |  |  | Мехуяїл  | Мехуяїл  | Мехуяїл  | Мехуяїл  | Мехуяїл  | Мехуяїл  |  |  |           |           |           |           |           |           |       |       |       |       |       |       |       |       |  |  | Малелеїл | Малелеїл | Малелеїл | Малелеїл | Малелеїл | Малелеїл |  |  |      |      |      |      |      |      |  |  |  |  |  |  |  |  |  |  |  |  |  |  |  |  |  |  |  |  |  |  |  |  |
|      |      |      |      |      |      |  |  | Метушаїл | Метушаїл | Метушаїл | Метушаїл | Метушаїл | Метушаїл |  |  |           |           |           |           |           |           |       |       |       |       |       |       |       |       |  |  | Яред     | Яред     | Яред     | Яред     | Яред     | Яред     |  |  |      |      |      |      |      |      |  |  |  |  |  |  |  |  |  |  |  |  |  |  |  |  |  |  |  |  |  |  |  |  |
|      |      |      |      |      |      |  |  | Метушаїл | Метушаїл | Метушаїл | Метушаїл | Метушаїл | Метушаїл |  |  |           |           |           |           |           |           |       |       |       |       |       |       |       |       |  |  | Яред     | Яред     | Яред     | Яред     | Яред     | Яред     |  |  |      |      |      |      |      |      |  |  |  |  |  |  |  |  |  |  |  |  |  |  |  |  |  |  |  |  |  |  |  |  |
| Ада  | Ада  | Ада  | Ада  | Ада  | Ада  |  |  | Ламех    | Ламех    | Ламех    | Ламех    | Ламех    | Ламех    |  |  |           |           |           |           | Цілла     | Цілла     | Цілла | Цілла | Цілла | Цілла |       |       |       |       |  |  | Енох     | Енох     | Енох     | Енох     | Енох     | Енох     |  |  |      |      |      |      |      |      |  |  |  |  |  |  |  |  |  |  |  |  |  |  |  |  |  |  |  |  |  |  |  |  |
| Ада  | Ада  | Ада  | Ада  | Ада  | Ада  |  |  | Ламех    | Ламех    | Ламех    | Ламех    | Ламех    | Ламех    |  |  |           |           |           |           | Цілла     | Цілла     | Цілла | Цілла | Цілла | Цілла |       |       |       |       |  |  | Енох     | Енох     | Енох     | Енох     | Енох     | Енох     |  |  |      |      |      |      |      |      |  |  |  |  |  |  |  |  |  |  |  |  |  |  |  |  |  |  |  |  |  |  |  |  |
|      |      |      |      |      |      |  |  |          |          |          |          |          |          |  |  |           |           |           |           |           |           |       |       |       |       |       |       |       |       |  |  |          |          |          |          |          |          |  |  |      |      |      |      |      |      |  |  |  |  |  |  |  |  |  |  |  |  |  |  |  |  |  |  |  |  |  |  |  |  |
|      |      |      |      |      |      |  |  |          |          |          |          |          |          |  |  |           |           |           |           |           |           |       |       |       |       |       |       |       |       |  |  |          |          |          |          |          |          |  |  |      |      |      |      |      |      |  |  |  |  |  |  |  |  |  |  |  |  |  |  |  |  |  |  |  |  |  |  |  |  |
| Явал | Явал | Явал | Явал | Явал | Явал |  |  | Ювал     | Ювал     | Ювал     | Ювал     | Ювал     | Ювал     |  |  | Тувалкаїн | Тувалкаїн | Тувалкаїн | Тувалкаїн | Тувалкаїн | Тувалкаїн |       |       | Наама | Наама | Наама | Наама | Наама | Наама |  |  | Мафусаїл | Мафусаїл | Мафусаїл | Мафусаїл | Мафусаїл | Мафусаїл |  |  |      |      |      |      |      |      |  |  |  |  |  |  |  |  |  |  |  |  |  |  |  |  |  |  |  |  |  |  |  |  |
| Явал | Явал | Явал | Явал | Явал | Явал |  |  | Ювал     | Ювал     | Ювал     | Ювал     | Ювал     | Ювал     |  |  | Тувалкаїн | Тувалкаїн | Тувалкаїн | Тувалкаїн | Тувалкаїн | Тувалкаїн |       |       | Наама | Наама | Наама | Наама | Наама | Наама |  |  | Мафусаїл | Мафусаїл | Мафусаїл | Мафусаїл | Мафусаїл | Мафусаїл |  |  |      |      |      |      |      |      |  |  |  |  |  |  |  |  |  |  |  |  |  |  |  |  |  |  |  |  |  |  |  |  |
|      |      |      |      |      |      |  |  |          |          |          |          |          |          |  |  |           |           |           |           |           |           |       |       |       |       |       |       |       |       |  |  | Ламех    |          |          |          |          |          |  |  |      |      |      |      |      |      |  |  |  |  |  |  |  |  |  |  |  |  |  |  |  |  |  |  |  |  |  |  |  |  |
|      |      |      |      |      |      |  |  |          |          |          |          |          |          |  |  |           |           |           |           |           |           |       |       |       |       |       |       |       |       |  |  |          |          |          |          |          |          |  |  |      |      |      |      |      |      |  |  |  |  |  |  |  |  |  |  |  |  |  |  |  |  |  |  |  |  |  |  |  |  |
|      |      |      |      |      |      |  |  |          |          |          |          |          |          |  |  |           |           |           |           |           |           |       |       |       |       |       |       |       |       |  |  | Ной      |          |          |          |          |          |  |  |      |      |      |      |      |      |  |  |  |  |  |  |  |  |  |  |  |  |  |  |  |  |  |  |  |  |  |  |  |  |
|      |      |      |      |      |      |  |  |          |          |          |          |          |          |  |  |           |           |           |           |           |           |       |       |       |       |       |       |       |       |  |  |          |          |          |          |          |          |  |  |      |      |      |      |      |      |  |  |  |  |  |  |  |  |  |  |  |  |  |  |  |  |  |  |  |  |  |  |  |  |
|      |      |      |      |      |      |  |  |          |          |          |          |          |          |  |  |           |           |           |           |           |           |       |       |       |       |       |       |       |       |  |  |          |          |          |          |          |          |  |  |      |      |      |      |      |      |  |  |  |  |  |  |  |  |  |  |  |  |  |  |  |  |  |  |  |  |  |  |  |  |
|      |      |      |      |      |      |  |  |          |          |          |          |          |          |  |  |           |           |           |           |           |           |       |       | Сим   | Сим   | Сим   | Сим   | Сим   | Сим   |  |  | Хам      | Хам      | Хам      | Хам      | Хам      | Хам      |  |  | Яфет | Яфет | Яфет | Яфет | Яфет | Яфет |  |  |  |  |  |  |  |  |  |  |  |  |  |  |  |  |  |  |  |  |  |  |  |  |

За масоретським (єврейським) текстом Ной народився 1056 року (за Септуагінтою — 1662 року) від Створення світу. Його вік, подібно до інших допотопних патріархів, обчислюється сотнями років: до часу початку будівництва Ковчега Ною було 500 років і у Ноя вже було троє синів, напередодні потопу — 600, усіх же років життя Ноя було 950 років.
Відповідно до єврейської традиції, усі дати в Біблії відповідають місячним місяцям єврейського календаря. Таким чином, потоп тривав на 11 днів більше ніж місячний рік, що відповідає цілому сонячному року.

## Можливий зв'язок з іншими культурами
Певні дослідники вважають, що Ной як персонаж легенди про потоп виник на основі давніших писемних пам'яток у месопотамській культурі, таких як Зіусудра і Утнапіштім. Докладніше див. Походження біблійної історії всесвітнього потопу.

## Легенди і традиційні перекази
Історію Ноя, викладену у Святому Письмі, різні народи доповнювали численними легендами, які як запозичувалися іншими націями, так і мали вузьку місцеву поширеність.

### В єврейській традиції

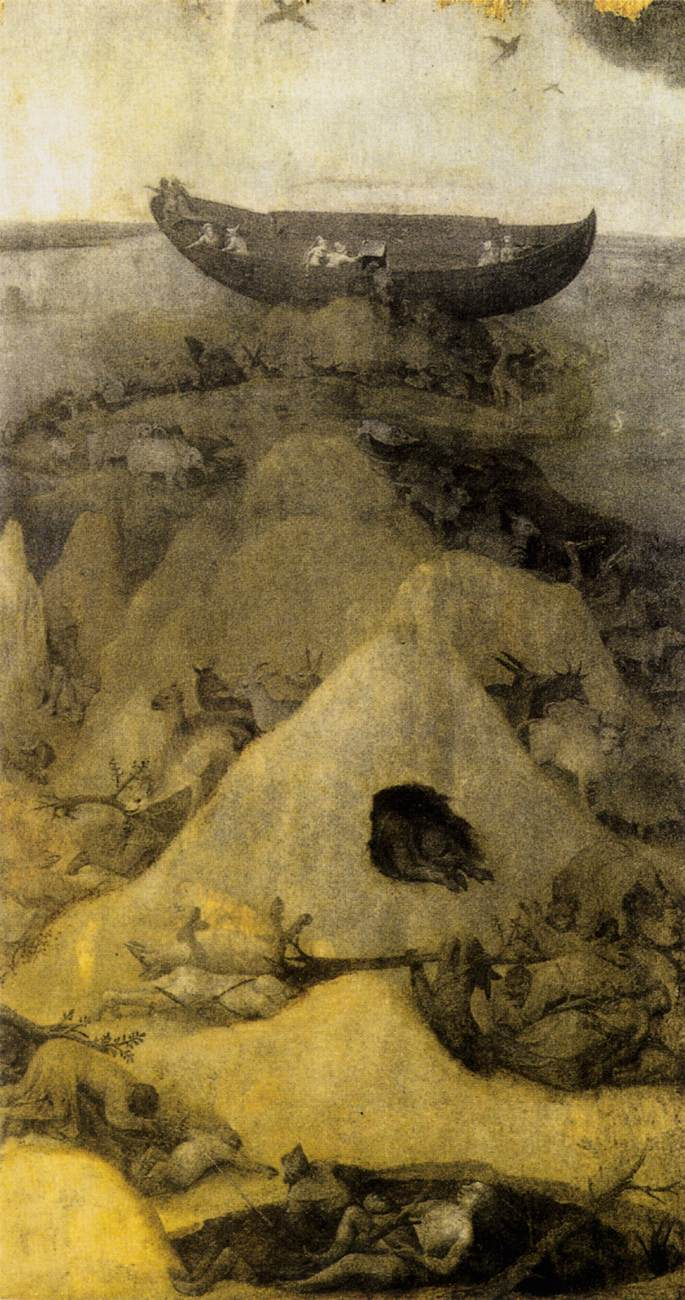
«Ноїв ковчег», (стулка незбереженого вівтаря), Ієронімус Босх, 1508—1514, Музей Бойманс ван Бенінгена

Хоча в П'ятикнижжі підкреслюється праведність Ноя, в ньому відсутні подробиці про його особистість. Агада заповнює цю прогалину численними розповідями про праведні вчинки Ноя до і під час потопу.

#### До Потопу
Пізніше батьківство Ноя пояснюється в переказах тим, що, передбачаючи загибель людства, він не хотів мати дітей і одружився лише за велінням Бога. Дружину Ноя зазвичай ототожнюють з Ноемою (Наамою), дочкою Ламеха і сестрою Тувалкаїна (Тувал-Каїна). Однак у Книзі Ювілеїв її називають Емзараґ, дочкою Ракіїла та сестри Ноя. Згідно з традицією, Сим (Шем) був первістком, Хам народився на рік пізніше, а Яфет — через рік після Хама.
Згідно «Мідрашу Танхума», Ной виступає як культурний герой: він навчив людей користуватися плугом, серпом, сокирою та іншими знаряддями праці. Зазначено, що його пальці були пристосовані для швидкої фізичної роботи, що допомогло йому в теслярській праці над ковчегом.
Любов Ноя до людей, згідно з традицією, виражалася і в тому, що він закликав їх до каяття і відкладав будівництво ковчега, поки не виросли посаджені ним для побудови ковчега дерева, в надії, що люди тим часом зійдуть зі шляху гріха.

Ноах садив кедри, і говорили йому: «Навіщо тобі ці кедри?». А той відповів: «Святий, благословенний Він, вирішив привести на землю потоп і велів мені зробити ковчег, щоб врятувалися я і мій дім». І сміялися вони над ним і глумилися над його промовами. А він поливав ті кедри, і вони росли. І питали його: «Що ти робиш?». А той відповів їм так само. А вони насміхалися. Під кінець днів своїх зрубав він дерева і став розпилювати. І говорили йому: «Що ти робиш?» І відповідав він їм, і застерігав їх. Але <…> вони не покаялися…
— «Мідраш Танхума», розділ «Hoax» 5

#### Потоп

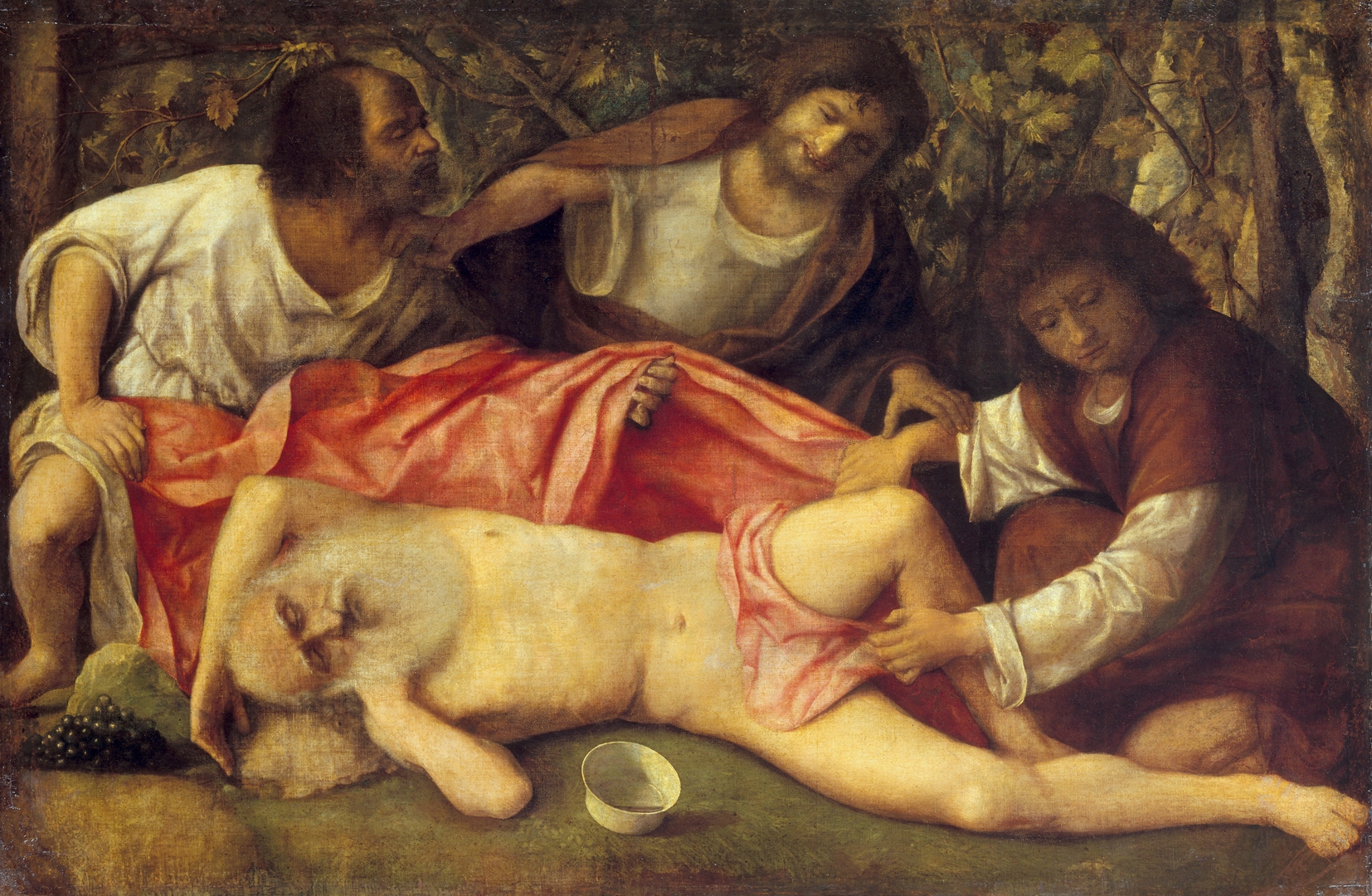
«Сп'яніння Ноя», Джентіле Белліні, 1515, Музей красних мистецтв, Безансон

Згідно мідрашам, будувати ковчег Ной навчився за книгою «Сефер ха-разім», переданою янголом Разіелем, яка містила в собі все знання людське і божественне. Ця книга була зроблена із сапфірів, і Ной уклав її в золоту скриньку. В ковчезі вона заміняла Ною годинник, щоб відрізняти день від ночі, тому що, поки тривав потоп, Сонце і Місяць були приховані хмарами. Інший мідраш розповідає про те, що в ковчезі у Ноя був дорогоцінний камінь, який освітлював усю внутрішню частину ковчега.
Одне легендарне створіння, що мало назву «Реєм», виявилося настільки величезних розмірів, що для нього не знайшлося місця у ковчезі, а тому воно було прив'язане Ноєм до ковчега зовні.
У переказах про потоп є і легендарний велетень Оґ — цар Башанський, який також не міг поміститися усередині судна і сів на дах, врятувавшись таким чином від потопу. Ной подавав Оґові їжу через отвір у даху.
Агада розповідає, що одна дивна пара, Брехня і Безталання, також знайшла собі притулок у ковчезі. Спочатку Брехня підійшла одна до ковчега, але її не впустили всередину на тій підставі, що вхід туди допускався тільки для подружніх пар. Тоді вона пішла і, зустрівшись із Безталанням, вмовила його приєднатися до неї, після чого їх впустили обох.
Праведність Ноя повною мірою проявилася під час потопу, коли він повинен був піклуватися про тварин у ковчезі. Цілий рік Ной не знав спокою ні вдень ні вночі, довівши, тим самим, що гідний стати прабатьком нового людства. Мідраш описує це отак:
Всі дванадцять місяців, проведених у ковчезі, не склепив Ной повіки, ні сам він, ні сини його, ні вдень і ні вночі. Тому що постійно дбав він про тварин, що були з ним, і годував їх, даючи кожному звірові і птиці їхню їжу в звичні для них години. Є звірі, які їдять о першій годині дня, є такі, які [їдять] о другій, є і такі, які [їдять] в останню третину ночі, — й всім давав він їхню їжу в потрібну годинуОригінальний текст (рос.)
Все двенадцать месяцев, проведённых в ковчеге, не смежал Ной веки, ни сам он, ни сыновья его, ни днём и ни ночью. Потому что постоянно заботился он о животных, бывших с ним, и кормил их, давая каждому зверю и птице их пищу в привычные для них часы. Есть звери, которые едят в первый час дня, есть такие, которые [едят] во второй, есть и такие, которые [едят] в последнюю треть ночи, — и всем давал он их пищу в нужный час.— Талмуд, Санхедрин 108б; «Мідраш Танхума», видання Ш. Бубера (1885), 58:2

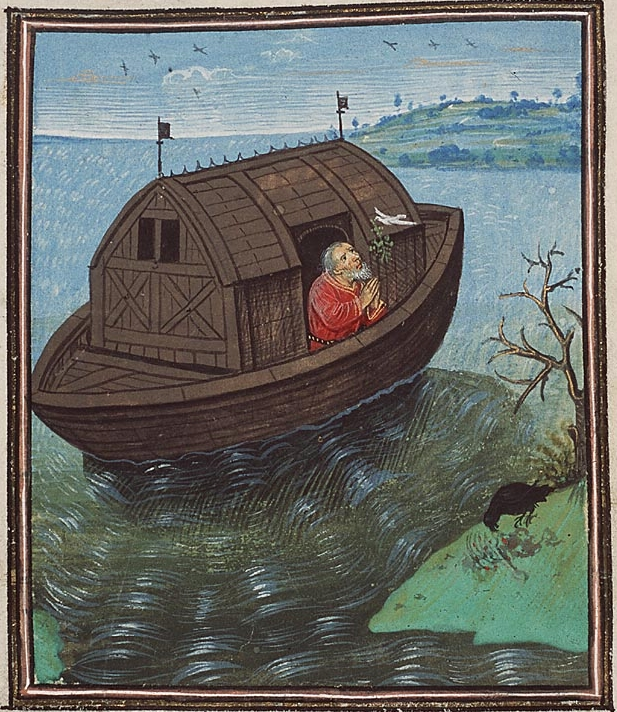
«Ной випускає ворона і голуба», нідерландська мініатюра, 1450—1460

Переказ розповідає, що одного разу, коли Ной не так скоро приніс обід леву, той з такою силою вдарив патріарха лапою, що він залишився кульгавим на все життя.
У десятий день місяця таммуз Ной випустив ворона подивитися, чи не припинився потоп. Але ворон знайшов плаваючий у воді труп і почав його пожирати; захопившись цим заняттям, він забув повернутися до Ноя з доповіддю. Через тиждень Ной випустив голуба, який після третього польоту повернувся нарешті, тримаючи в дзьобі оливковий лист, зірваний їм на Оливній горі в Єрусалимі, де потопу не було.

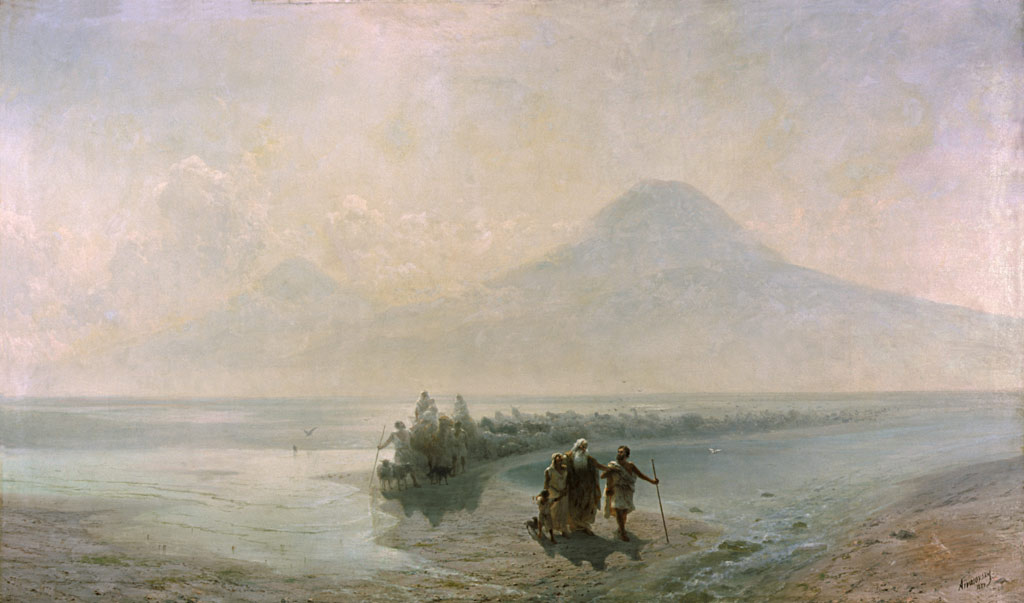
«Сходження Ноя з Арарату», Іван Айвазовський, 1889

У Книзі Зогар розповідається, що Ной, вийшовши з ковчегу на сушу, заплакав, побачивши світове спустошення, заподіяного потопом, і вигукнув: «Творець, Тебе називають милосердним. Ти повинен був проявити милосердя по відношенню до Свого Творіння». «Нерозумний вівчар, — відповідав йому Творець. — Ти говориш мені це тепер? <…> Чому ти змовчав, коли Я говорив, що буде Потоп, і велів тобі будувати ковчег? Я довго відкладав покарання, чекаючи, коли ж ти попросиш Мене проявити милосердя до людей. А ти робиш це тільки тепер, коли світ уже знищено…»

#### Після Потопу
У Талмуді й мідрашах неодноразово виникає паралель між винопиттям Ноя і гріхопадінням Адама, оскільки виноград в єврейській традиції пов'язується з Древом пізнання Добра і Зла:
Сказав Господь Ноєві: «Ною! Хіба не повинен ти був навчитися у Адама, адже причиною [його падіння], не що інше, як вино було?» Як сказано: «дерево, від якого спожив Адам — виноград був».— Талмуд, Санхедрин 70а, б
 За поглядом Таргума Псевдо-Іонатана виноградна лоза, яку посадив Ной, була принесена річкою з Едемського саду.

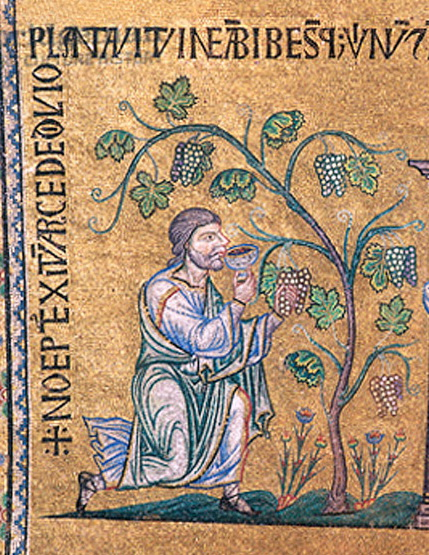
«Ной-виноградар», мозаїка у Соборі Сан-Марко

Прокляття Ноєм потомства Ханаана, сина Хама, мідраш мотивує тим, що Хам не обмежився лише глузуванням над батьком, а оскопив Ноя, позбавивши його можливості в майбутньому породити нових синів (понад наявних трьох), які б також взяли участь в розділі світу. Цим пояснюється той факт, що Ной прокляв четвертого сина Хама — Ханаана. Оскільки Ной визначив за нащадками Хама рабську долю, він таким чином виявляється засновником інституту рабства, що з несхваленням відзначається післябіблійною традицією.
У переказах обговорюється також питання, чому в строку життя Ноя бракує 50 років до тисячоріччя, яке він цілком був гідний прожити. Згідно Мідрашу, Ной добровільно пожертвував 50 років зі свого життя Мойсеєві, точно також, як до нього це зробив Адам, який подарував, згідно з цим тлумаченням, Мойсею 70 своїх років.

### У християнських легендах і переказах

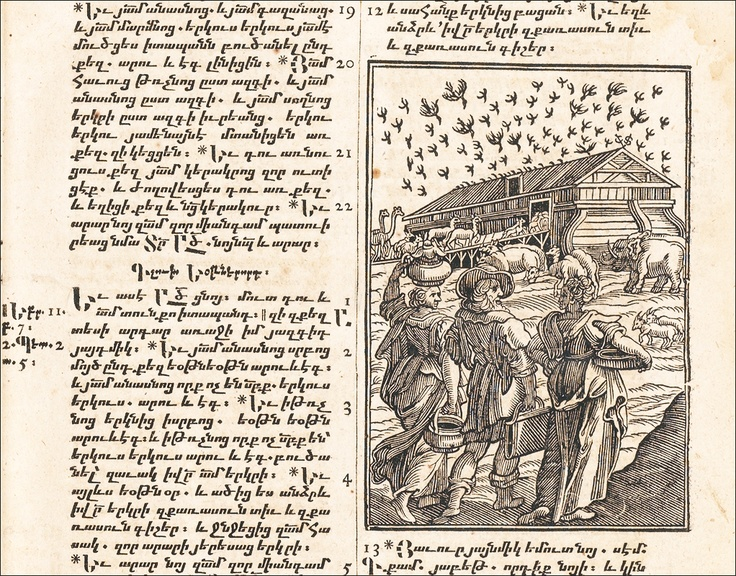
Сторінка першого видання Біблії вірменською мовою, Амстердам, 1666—1668

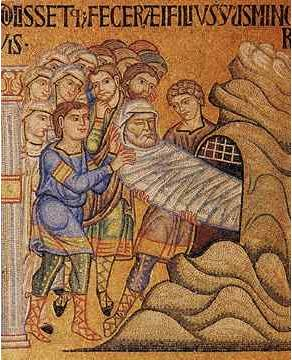
«Похорон Ноя», мозаїка у Соборі Сан-Марко

#### Вірменські легенди про могилу Ноя

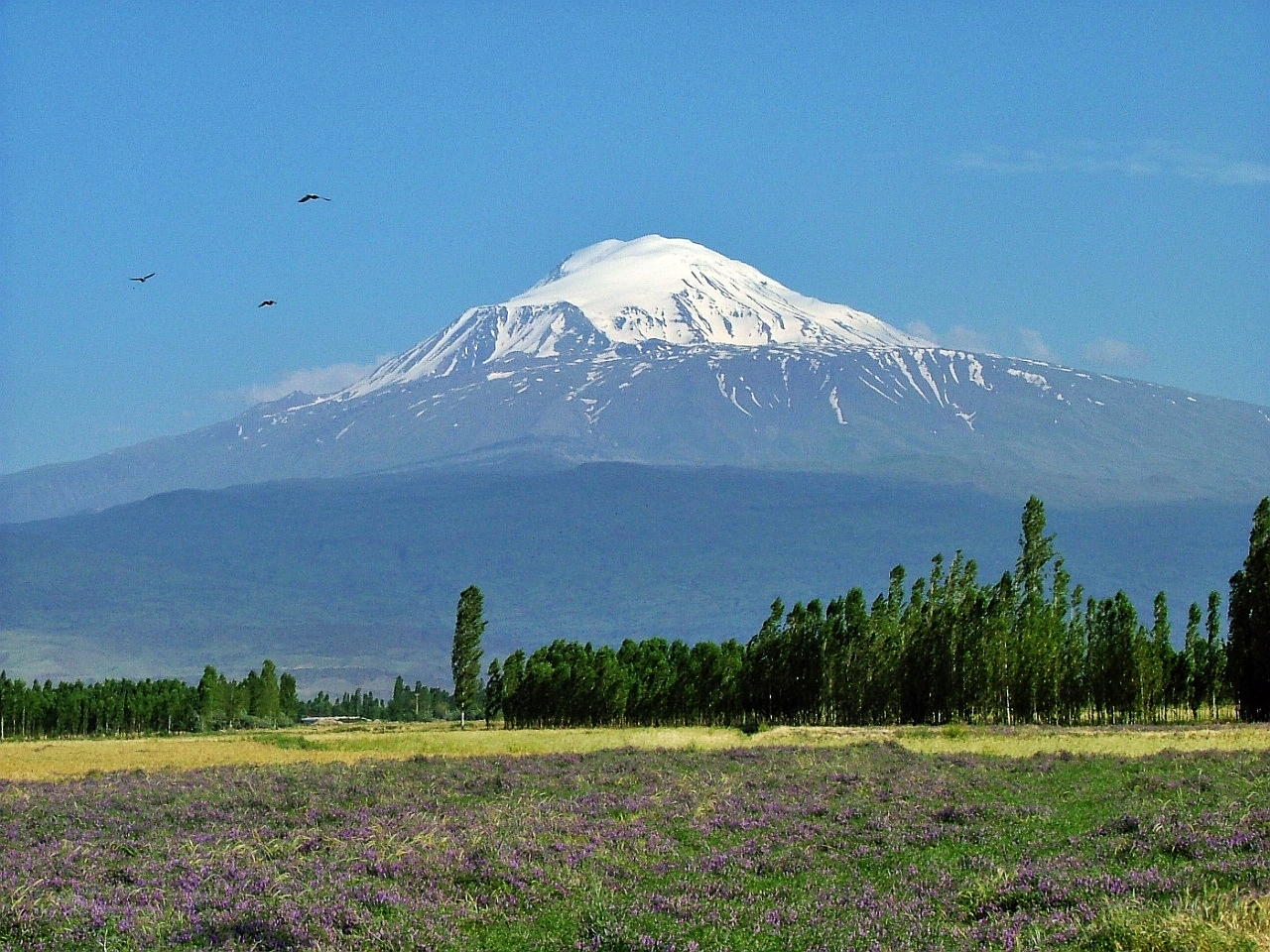
Гора Арарат.
Сучасна фотографія

Серед вірмен поширені давні легенди про Ноя. Низка вірменських переказів пов'язують з Араратом і Араратської долиною, крім виходу з ковчега, також розповідь про посадку Ноєм виноградника, його сп'яніння і перше жертвопринесення. Розміщене в долині місто Нахічевань (нині територія Азербайджану) традиційно вважається заснованим Ноєм, і народна етимологія пов'язує з його ім'ям назву міста (пор. євр. «Ноах») . Таким чином, Нахічевань стає першим містом, заснованим після Потопу. Нахічевань також вважається місцем останнього спочинку Ноя. Про те, що Ной похований у Нахічевані, одним з перших згадує літописець XIII ст. Вардан Аревелці в праці «Ашхарацуйц», присвяченій географії Вірменії та сусідніх країн. Він же поміщає гробницю дружини Ноя, яку називає Ноемзар, у поблизу розташованому Маранду.
Згадки про гробницю Ноя, яка була місцем популярного паломництва, містяться в замітках багатьох іноземних, російських і вірменських мандрівників і вчених XIX століття.

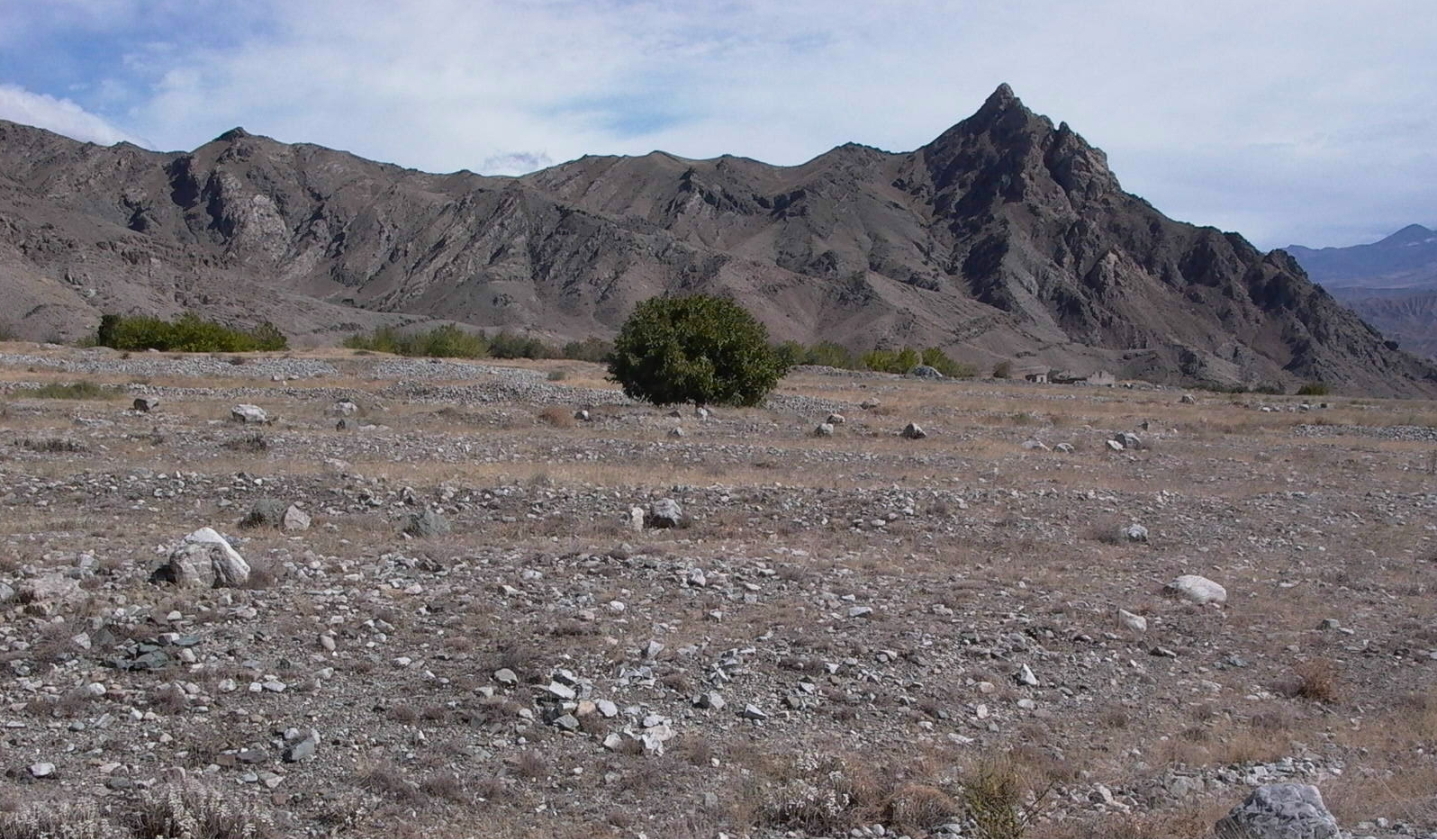
Нахічеванський краєвид. Сучасна світлина.

Могила Ноя з напівзруйнованим куполом, восьмикутна всередині, діаметром в 10—12. Збереглася одна сторона, викладена цеглою, як це видно на малюнку. Кожен день сюди приходять християнські, єврейські та мусульманські паломники з ладаном і свічами, недогарки яких розкидані навкруги, і вона почорніла від жиру і диму. Наївні люди вважають, що не тільки Ной, а й його сини поховані в Нахічевані.
Оригінальний текст (рос.)
Могила Ноя с полуразрушенным куполом, восьмиугольная внутри, диаметром в 10—12. Сохранилась одна сторона, выложенная кирпичом, как это видно на рисунке. Каждый день сюда приходят христианские, еврейские и мусульманские паломники с ладаном и свечами, огарки которых разбросаны вокруг, и она почернела от жира и дыма. Наивные люди считают, что не только Ной, но и его сыновья захоронены в Нахичеване.— (рос.) Гевонд Алишан, «Сисакан», 1893
Могила Ноя і пов'язані з нею будівлі були також докладно описані російським просвітителем К. А. Нікітіним в 1880-х і дослідником В. М. Сисоєвим, як такі, що мають притаманний для тюркських гробниць поділ на підземну і надземну частини. У роки радянської влади ці історичні пам'ятники були зруйновані. 2010 року гробницю Ноя відновлено.

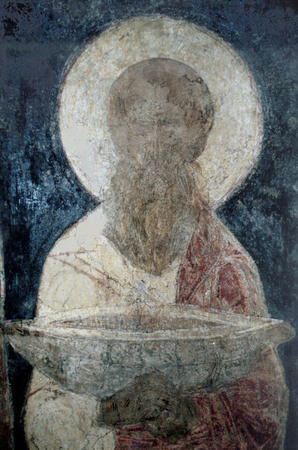
«Ной, що тримає в руках модель ковчега». Православна фреска

Проте сучасна наука вважає, що Араратські гори можуть і не бути горами, серед яких знаходиться саме гора Арарат.

#### Сирійські апокрифи
У сирійському апокрифічному творі «Печера скарбів» (VII століття) розповідається, що Ной взяв до ковчегу останки першої людини — Адама, щоб врятувати їх від потопу. Пізніше Ной доручив своєму синові Симу поховати череп Адама, що той і зробив в Єрусалимі, який вважався центром землі. Тому християнське священне Передання вважає, що в мить розп'яття Христа його кров омила череп Адама, похований під Голгофою.
З іншої розповіді можна почерпнути деякі цікаві відомості про внутрішній устрій ковчега. Худоба і звірі містилися окремо в трюмі; середня палуба була зайнята птахами, а на верхній палубі розташувався Ной із сімейством. Чоловіки були строго відділені від жінок. Патріарх і сини його зайняли східну частину ковчега, а дружина Ноя і дружини його синів — західну частину; між тими й іншими у вигляді перепони лежало мертве тіло Адама, яке таким чином уникло загибелі у водної стихії. Ця розповідь, в якому повідомляються також відомості про точні розміри ковчега в ліктях, а також точний день тижня і місяця, коли врятовані вийшли на берег, запозичений з арабського манускрипту, знайденого в бібліотеці монастиря Святої Катерини на горі Синай. Автором оповідання був, мабуть, араб-християнин, що жив в епоху мусульманського завоювання, хоча сам манускрипт належить до пізнішого часу.

#### В апокрифах гностиків
Згідно Апокрифу Йоана, архонти вирішили «створити потоп і погубити плоть усяку, від людини до тварини». «Архонт Сил» повідомив про ці плани Ною і порадив йому: «Зроби собі ковчег з дерева негниючого, й укрий в ньому себе з твоїми дітьми, з тваринами, з птаством небесним від малого до великого, і встанови його на горі Сир». Однак цей ковчег був спалений Ореєю (Нореєю), після чого Ной зробив інший ковчег. Також Ной розповів про потоп людям, але більшість не повірило йому. За цією версією, Ной, кінець кінцем, сховався не в ковчезі, а в «хмарі світла» разом з деякими людьми «безсмертної раси», що послідували за ним.

#### Ефіопські легенди про народження Лис
Легендарний знадібок висвітлює кілька моментів життя Ноя. Зокрема, розповідається про його народження: тіло новонародженого немовляти осяває яскравим світлом весь будинок, немовля негайно встає на ноги і починає молитися. Після цього, його дід Мафусаїл, вражений, йде до меж землі для зустрічі з Енохом, від якого дізнається про майбутню долю хлопчика і дає йому ім'я (згідно етіопському ізводу книги Еноха).

#### Слов'янські апокрифи
У давньоруському письменстві була поширена розповідь про потоп, в поєднанні з розповіддю про те, як диявол намагався перешкодити Ною побудувати ковчег, а потім обманом пробрався до нього. Ця розповідь, іменована «Про потоп» містився в Палеї та інших збірниках, відомий в рукописах з XV століття (Барсовська Палея, збірник ченця Кирило-Білозерського монастиря Єфросіна, Сказання Мефодія Патарського).
Відповідно до цього апокрифу, диявол змусив дружину Ноя обманом дізнатися у чоловіка про доручену йому Богом будівництво ковчега, а потім спробував перешкодити будівництву. Після закінчення будівництва диявол сховався під подолом її сукні і разом з нею пройшов на ковчег, де, перетворившись на мишу, спробував прогризти дно ковчега. Однак по молитві Ноя Бог послав кота і кішку, які вбили миша. Закінчується апокриф благословенням Бога Ноя і його потомства. У казці, що з'явилася з цього апокрифів (див. «Голубина книга»), дружину Ноя звуть Євга, і, щоб вона могла дізнатися про завдання, яке було дане чоловікові Богом, чорт вчить її виготовленню горілки, якої вона напоює чоловіка, і той їй розповідає про ковчег. В іншому тексті це — «квас, змішаний з травою» («Бесіда батька з сином про жіночу злобу», XVII століття).

### У мусульманській традиції

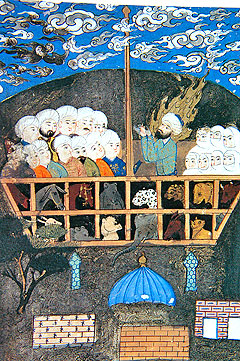
«Ноїв ковчег», ісламська мініатюра

Пізніші легенди про пророка Аллаха — Нуха і побудований їм ковчег викладаються інакше. Наприклад, гору аль-Джуді (тлумачами Корану ця гора то відносилася до Месопотамії, то ототожнювалася з Араратом), на якій, згідно з Кораном (11:46), коли «зійшла вода», зупинився ковчег, стали поміщати не в Неджді, в Аравії, як в старих арабських джерелах, а на «Кірду, що відокремлює Вірменію від Курдистану». Тафсири містять безліч історій про потоп, включаючи розповідь про велетня удж, який вчепився в ковчег і спасся. Завдяки тафсирам стали відомі й імена синів Нуха, які врятувалися разом з ним: Арк, Сам, Хам і Іафіт. Дружина Нуха представлена в тафсирі грішницею, яка вважала його божевільним і принижувала значення місії пророка.
Згідно з переказами на ковчезі зібралася вся родина Нуха, крім дружини і одного з синів на ім'я Ям (Йам). Він відмовився пливти з батьком, сподіваючись врятуватися на горі, і загинув. Після закінчення потопу Нух просив Аллаха повернути загиблого сина, але Аллах не послухав його благань, оскільки невірний син уже не належав до родини Нуха. Цей епізод, який відсутній в Біблії, надає особливого забарвлення повідомленнями Корану: покарання для безвірників неминуче.

## Шанування у віровченнях

### В юдаїзмі

#### Причини Потопу
Єврейські коментатори бачать у вираженні «І зіпсулась земля перед Божим лицем, і наповнилась земля насильством» (Буття 6:11) вказівку на граничний моральний занепад людства: «зіпсулась» означає сексуальні збочення, а «наповнилась земля насильством» — суспільну несправедливість. Разом з тим, у Талмуді звертається увага на те, що в мові Всевишнього, зверненої до Ноя, в якій Господь вперше вимовляє свій вирок людству, згадується тільки другий гріх: «І промовив Господь до Ноя: Прийшов кінець кожному тілу перед лицем Моїм, бо наповнилась земля насильством від них. І ось Я винищу їх із землі.» (Буття 6:13).

Подивися, як велике [покарання за] грабунок, бо покоління, що жило під час потопу, порушило всі [людські заповіді], але вирок було підписано, лише коли вони стали [посилено] грабувати: «І промовив Господь …бо наповнилась земля грабіжництвом… Я винищу їх із землі.»
— Талмуд, Санхедрин 108а

#### Праведність Ноя

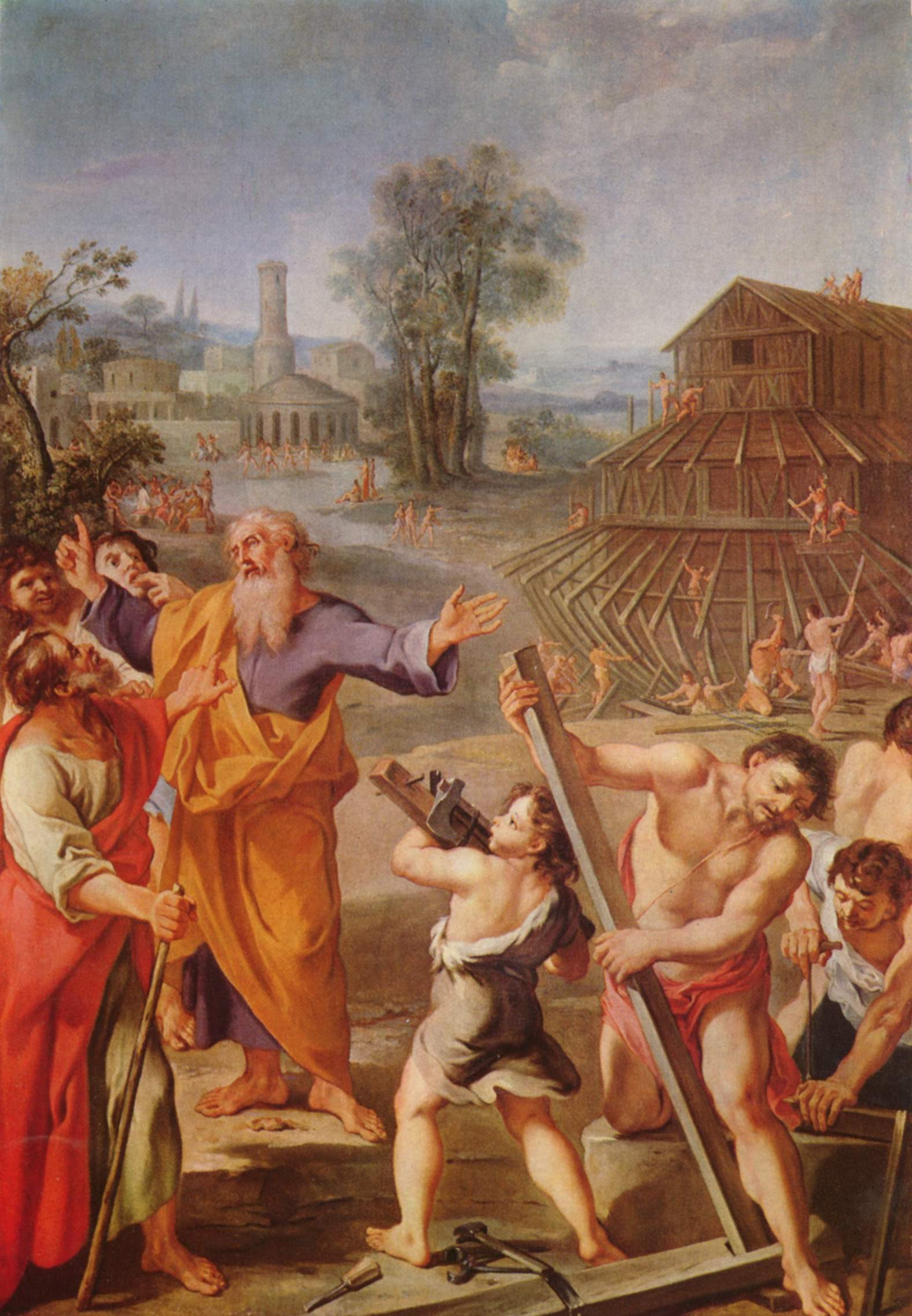
«Будівництво Ноєвого ковчега», Französischer Meister (анонімний французький майстер), бл.1675. Музей образотворчих мистецтв (Будапешт).

Законовчителі Талмуда проводять паралелі між Ноєм і Авраамом, підкреслюючи не тільки схожість, але й відмінність між двома цими праведниками.
- Так, тлумачачи вірш «Ной був чоловік праведний і невинний у своїх поколіннях» (Буття 6:9) законовчителі Талмуда розходяться в думках[30]. Деякі мудреці розуміють цей вислів як похвалу на адресу Ноя: навіть попри повну розбещеність, що панувала в усьому світі того часу, йому вдалося залишитися незаплямованим і незіпсованим процесом моральної деградації суспільства. У той же час, інші бачать тут прихований докір Ною, що належав до покоління, в якому праведником називалася людина, що зберегла лише початкову порядність: «У своєму поколінні (роді) був праведником, однак, якби він жив у поколінні Авраама — не заслужив би навіть згадки»[30] Тим самим, підкреслюється, що духовний рівень людини взагалі визначається відносно загальної атмосфери життя, в якій він народився, виріс і живе.
- Коментатори[31] вказують також на те, що про Ноя сказано: «אֶת-הָאֱלֹהִים, הִתְהַלֶּךְ-נֹחַ» (Буття 6:9) (букв. «ходив з Богом»), тоді як Аврааму Господь говорить: «Ходи перед лицем Моїм» (Буття 17:1). Як приклад наводиться таке образний опис: батько бере маленьку дитину за руку і веде її, щоб навчити ходити, але дитині постарше, яка вміє триматися на ногах добре, він дозволяє йти перед собою. Тим самим, це вказує на те, що Авраам був духовно сильніше Ноя.
- Єврейська традиція[17] докоряє листопада за те, що він пропустив нагоду молити Бога про порятунок людства — на відміну від Авраама, що молився про порятунок жителів Содому, і Мойсея, що молився про помилування свого народу. Пророк Ісая (Іешаягу) називає Потоп «Ноєві води»(Іс 54:9). Автор Книги Зогар пояснює, що в цьому укладено приховане засудження Ноя, вказівка на те, що він став причиною Потопу.

#### Потоп
Коли нахлинули води

У ковчег Ноя зачинили

І дорогою для всіх свободи

На довгий строк його позбавили,

І, в ув'язненні зітхаючи,

Про трави і квіти мріючи,

Дивився він у далечінь на Арарат,

І принесла з крутої вершини

Йому голубка гілку маслини, —

Ледве чи не був він більше радий,

Чим я, коли мені голуб дивний

Приніс левкою запашний,

Щоб показати, що не покрита

Піском сипучим уся земля

І що в ковчезі не забута

Друзями милими тут я.
Згідно єврейським переказам, будівництво ковчега зайняло у Ноя 120 років (за однією з версій, дерева для ковчега також були посаджені Ноєм), хоча Всевишній міг врятувати Ноя одним Своїм словом або прискорити його роботу чудесним чином. Це пояснюється тим, що Господь хотів дати людям можливість покаятися в гріхах і виправити свою поведінку. Сучасники Ноя мали можливість спостерігати за його роботою. Коли його запитували, чому він зайнятий, Ной пояснював, що Бог виніс вирок щодо знищення людства, і якщо люди не схаменуться, через 120 років вони будуть знищені у водах потопу. Але втім, всі сміялися над Ноєм, не надаючи його словами ніякого значення.
Проте, тлумачі підкреслюють, що рішення Всевишнього погубити все живе на землі не було безповоротним. Коли будівництво ковчега було завершено, Господь дав сучасникам Ноя останню можливість схаменутися: «І був дощ на землі» (Буття 7:12) і лише через п'ять віршів: «І був потоп сорок день на землі, і збільшилась вода» (Буття 7:17). Раші пояснює: «Коли зіслав їх (дощі), зіслав спочатку з милосердя [дощ, бажаний і благодатний]. Якби вони повернулися [до Бога, залишивши свої злочини, потопу не сталося б, і] дощі залишилися б дощами благословення. Коли ж вони не покаялися, — дощі перейшли в потоп».

#### Завіт з Богом
Єврейські книжники склали спеціальне благословення, яке вимовляють, побачившивеселку, що стала після Потопу символом завіту Бога з людством: «Благословен Ти, Всевишній, Владика всесвіту, що не забуває союз [з Ноєм] і вірний союзу Своєму і виконує Свої обіцянки».

#### Сім законів нащадків Ноя

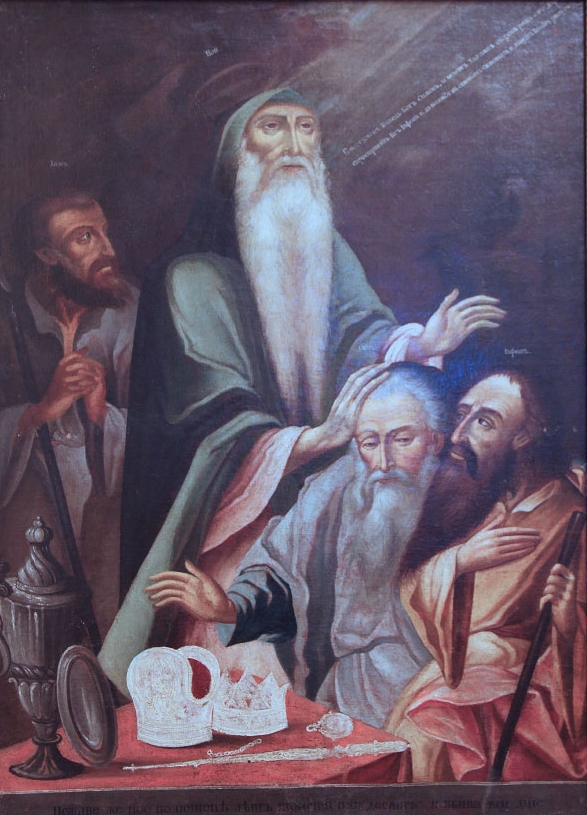
Невідомий художник. Ной ділить світ між синами. Монастирська картина. XVIII ст. Збірка С. Григор'янца

Згідно з уявленнями юдаїзму, Сім законів нащадків Ноя вважаються необхідним мінімумом заповідей, покладених Богом через Адама і Ноя на все людство.
1. Заборона ідолопоклонства — віра в єдиного Бога
2. Заборона богохульства — шанування Бога
3. Заборона вбивства — повага до людського життя
4. Заборона перелюбу — повага до родини
5. Заборона злодійства — повага до майна ближнього
6. Заборона вживання в їжу плоті, відрізаної від живої тварини — повага до живих істот
7. Обов'язок створити справедливу судову систему

Маймонід вважає, що всі народи світу зобов'язані прийняти закони нащадків Ноя, і підтверджує, що всякий нєєврей, що дотримується цих законів, увійде в царство небесне.

### У християнстві

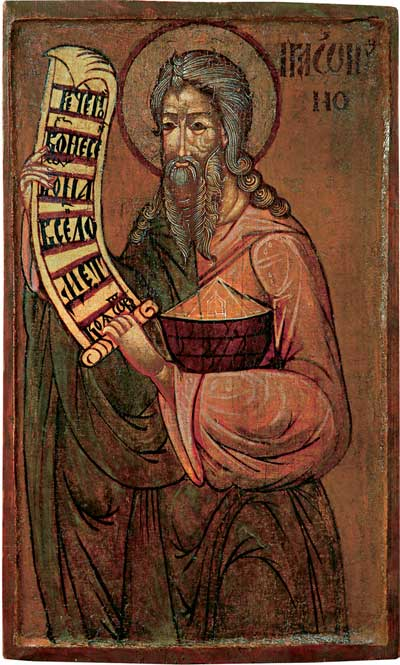
«Ной», ікона праотецького ряду, Кінець XVII — перша третина XVIII ст., Рибінський музей-заповідник

Врятований від потопу Ной служить у християнстві прообразом нового людства і тим самим віщує Христа. Його порятунок у потопі передбачає порятунок людей водами хрещення: «…за Ноєвих днів, коли будувався ковчег, що в ньому мало, цебто вісім душ, спаслось від води. Того образ, хрищення <…> спасає тепер і нас воскресенням Ісуса Христа…» (1 Петр. 3:20—21). Іоанн Дамаскін у своєму творі «Точний виклад Православної віри» називає потоп першим хрещенням і вважає, що «за Ноя Бог омив світовий гріх», а сам потоп називає першим з п'яти біблійних «хрещень».
У християнській традиції Ной розглядається, передусім, як прообраз людини, врятованої у Христі. Відповідно, оскільки сам потоп розглядається як прообраз хрещення, то ковчег стає прообразом Церкви, що пливе через бурхливі безодні гріха і рятує жагучих до порятунку. Філарет так висловлював це тлумачення у своєму «Розлогому Християнському катехізисі»: «Всі, що врятувалися від всесвітнього потопу, врятувалися лише в ковчезі Ноєвому: так усі, що знаходять вічне спасіння, знаходять ото в єдиній Кафоличній церкві». «Ковчег міг би вмістити всіх — як усіх може вмістити Церква — але нікого не можна було загнати силою, і внаслідок нікого на о́блавку і не виявилося, крім Ноя і невід'ємної від нього родини», наголошується тлумачами, «ковчег — прообраз Церкви Христової вже одним тим, що в ньому врятувалися небагато, врятувалися за вірою, а більшість не захотіла порятунку і вільно відмовилося від нього заради смерті в безодні гріха». Антоній Великий наводить історію Ноя і людей, які не послухали його застережень і потонули, попри спроби увірватися у ковчег, як приклад лінощів і непокори.

#### Тлумачення Орігена
Оріген у своїх працях бачив в історії Ноя символічне зображення християнського світорозуміння. Ной у нього виступає прообразом Ісуса Христа, а ковчег наповнений символікою: поверхи — будова церкви, а також небеса і пекло; колоди, з яких зроблено ковчег, Оріген сприймає як символ захисту тих, хто знаходиться усередині церкви, а смола, що з'єднує колоди, розуміється їм як внутрішня і зовнішня святість. Розміри ковчега у Орігена також мають символічне значення: 100 — «число всієї розумній істоті»; 50 — відпущення гріхів, свободу і прощення.

#### Тлумачення Августина
У трактаті «Про Град Божий» (XV, 26) Блаженний Августин співвідносить рану в боці Ісуса, зроблену списом Лонгіна, з дверима Ноєвого ковчега, зробленої, за божественною вказівкою, «на боці його» (Буття 6:16) — «через ці двері входять всі, що приходять до Нього, оскільки з них минули таїнства».

#### Тлумачення Йоана Золотоуста
Іван Золотоустий у своїх бесідах на Книгу Буття присвятив 8 бесід розгляду історії Ноя і потопу. Золотоуст розмірковує про велич чеснот Ноя серед іншого людства і про причини милосердя Бога до Ноя і його ближніх.
Тлумачачи Книгу Буття у співвідношенні зі словами апостола Павла з Послання до Євреїв, Золотоуст доходить такого висновку:
 Не те, щоб сам Ной осудив [своїх сучасників]; немає, осудив їх Господь порівнянням [їх з Ноєм], тому що вони, маючи все те ж, що і праведник, не пішли по одному з ним шляху доброчесності. Отже, Ной вірою, яку показав, осудив цих людей, які показали цілковите невірство: не повірили пророкуванню [про потоп].— Іван Золотоустий. Бесіда 25 на Книгу Буття

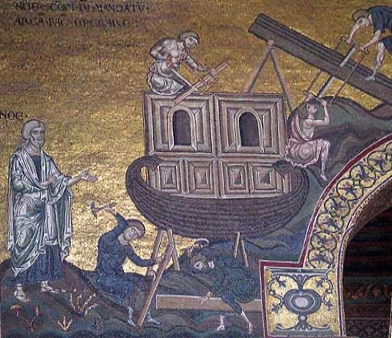
«Будівництво ковчега», мозаїка у соборі Монреале

У своїх «Бесідах про диявола» Золотоуст також міркує про чесноти Ноя. При цьому святитель особливо наголошує на важливості того, що Ной «дотримав чесноту серед того племені розбещеного і грішного, коли не було перед ним прикладу чесноти, коли всі займали його до пороку».
Також Золотоуст пише і про сп'яніння Ноя, відзначаючи, що Біблія «одним словом дає йому повне пробачення». Він уважає, що речення «І зачав був Ной, муж землі, садити виноград.» (Буття 9:20) свідчить про те, що Ной «не знав ні того, скільки належало пити вина, ні того, як пити, — незбиране, або змішане з водою, ні того, коли пити, — чи одразу після того, як воно буде вичавлено, або через деякий час». Тут же святитель міркує про невдячність Хама, який «не загинув разом з іншими у сум'ятті заради гідності батька», але при цьому завдає образи батькові.

#### Шанування у православ'ї
Православна церква відносить Ноя до числа праотців і вчиняє його пам'ять у «Тиждень праотців» у другу неділю перед Різдвом Христовим. У святковому каноні Ною присвячена п'ята пісня, в якій він називається праведником, що зберіг неушкодженим Божий закон і «в усіх заповідях Божих прикрашен явися, Христу догодив».
Зображення Ноя поміщаються у самому верхньому — праотецькому чині іконостасу, що представляє старозавітну церкву, яка не знала законів Мойсея.

#### Шанування в католицизмі
У католицизмі Ной шанується в числі десяти допотопних патріархів. У католицьких церквах Ной зображується або разом з іншими патріархами, або в сюжетах, присвячених потопу. Окремого літургійного вшанування постать Ноя не отримала.

## У мистецтві й письменстві

### В образотворчому мистецтві

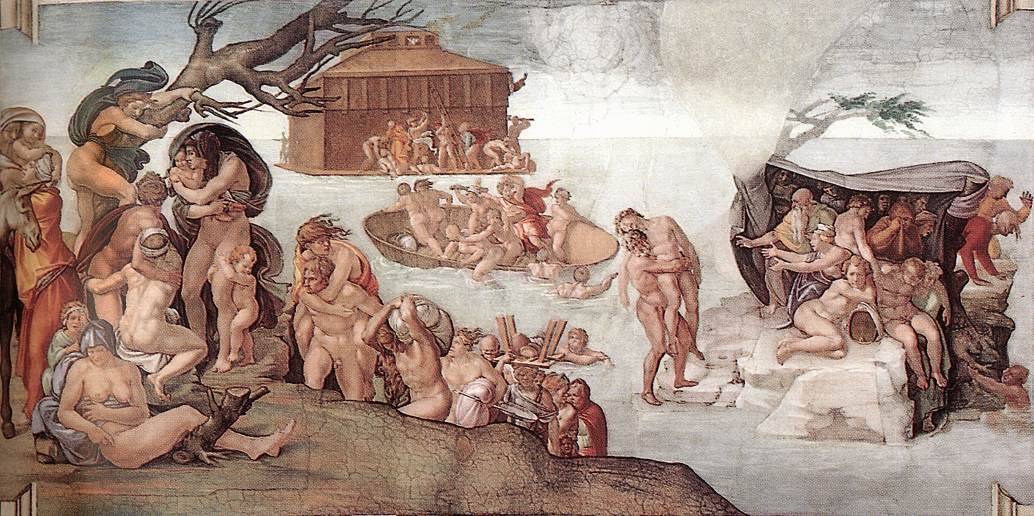
«Потоп». Фреска у Сикстинській капелі, Мікеланджело

У західноєвропейському образотворчому мистецтві образ Ноя використовується в таких іконографічних сюжетах:
- Народження Ноя (рідкісний сюжет)
- Праведне житіє перед потопом (рідкісний сюжет)
- Спорудження ковчега і посадка в нього тварин
- Потоп і знищення людського роду, Ранок після потопу
- Ной випускає голубку, Висадка з ковчега
- Жертвопринесення (з веселкою)
- Сп'яніння Ноя
- Ной проклинає Хама (і Ханаана, сина Хама)
- Смерть Ноя (рідкісний сюжет)
- Потомство Ноя (рідкісний сюжет).

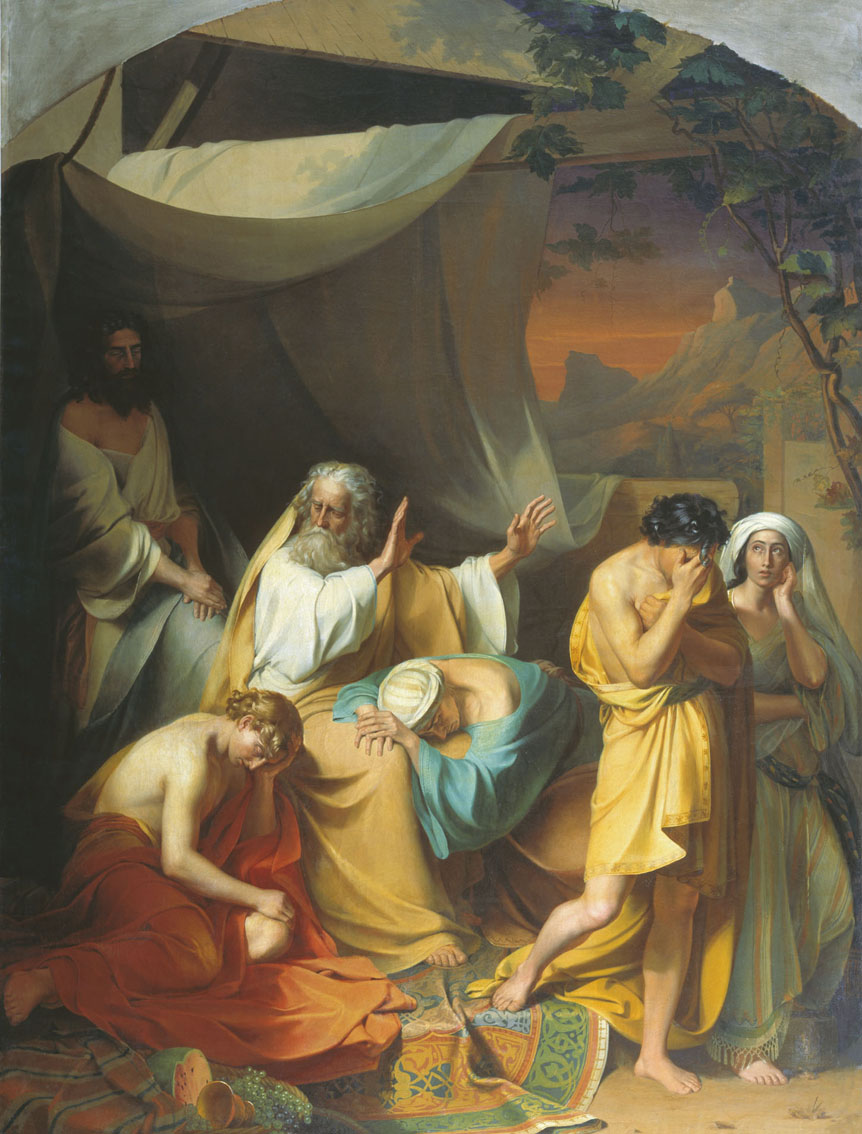
«Ной проклинає Хама»,
І. С. Ксенофонтов

Як і більшість старозавітних сюжетів, порівняно з ілюстраціями Нового Завіту, історія Ноя не користувалася занадто великою популярністю, і творів мистецтва можна знайти не так вже й багато.
У ранньохристиянському мистецтві, щоправда, цей персонаж користувався любов'ю, поряд з трьома отроками, Даниїлом у рові та іншими відповідними постатями, що є прикладом взірцевої довіри до Бога серед непереборної катастрофи.
Найвідомішими зображеннями Ноя стали фрески Мікеланджело на сюжети з його життя, що входять до циклу розписів Сикстинською капели. Мікеланджело були створені три масштабні фрески: «Потоп», «Жертвопринесення Ноя» і «Сп'яніння Ноя». До Мікеланджело до теми Ноя в італійському мистецтві зверталися такі майстри, як Уччелло і Беноццо Ґоццолі (ці фрески у поганій збереженості), Рафаель у своїх станцах, а у скульптурі — Лоренцо Ґіберті і Андреа Пізано.
У православному мистецтві постать Ноя, як правило, зображується серед інших праотців і легко впізнається за моделлю ковчега в його руках. У вітчизняному мистецтві найбільше запам'ятовна подібним чином Ноя є фреска Феофана Грека в новгородській церкві Спаса на Ільїну, XIV століття. Збереглася також фреска Діонісія. Оповідних зображень історії Ноя у православному мистецтві майже немає. Зі збережених середньовічних пам'яток Західної Європи уявлення про зображення подібного роду, що можливо існували у Візантії, дають мозаїчні цикли з історією Ноя, створені місцевими майстрами під впливом візантійської школи: собор Монреале і Палатинська капела (Сицилія) і базиліка Святого Марка (Венеція). Зустрічається тема і в ісламських мініатюрах.

### У письменстві
Така мерзота в людях велика.

І мені, що зберігав надії,

Нема розради ніде:

Я опускаю у соромі

Мої заплакані повіки.

Пробач, що будування корабля

Йшло усе неспішніше, усе важче:

О, не розкається невже

Гріхом сповнена земля!

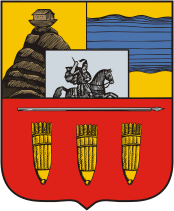
Ноїв ковчег у гербі міста Нахічевань (заснованого, за переказами, Ноєм). 1843

- Йост ван ден Вондел. Трагедія «Ной, або загибель першого світу»[47]
- Педро Кальдерон де ла Барка. Auto sacramental (духовна драма) «Вавилонська вежа», що зображає події після Потопу.
- Андре Обе, п'єса  «Ной» . Ідеалістові Ною протиставляється цинік Хам.
- Gelett Burgess. «The Maxims of Noah»
- А. А. Мілн. Розповідь «Перед потопом»[48]
- Гуґо Лечер. «Ной». Ной — ділок, який займається підприємництвом в умовах глобальної катастрофи.
- Джуліан Барнс. Глави у романі «Історія світу в 10 ½ главах» містять сатиричний опис потопу, а також історію пошуків Ноєвого ковчега в XIX—XX століттях.
- Джеральд Даррелл. «Новий Ной», «Перевантажений ковчег», «Ковчег на острові». Відомий натураліст використовує ім'я патріарха і тему ковчега для заголовків книг про збирання тварин.
- А. Платонов. П'єса «Ноїв ковчег (Каїнове кодло)» (1950)
- Єврейська легенда про велетня Оґ використана Рабле в оповіданні про предків Ґарґантюа і Пантаґрюеля: « Япошлюся на масоретів, єврейських тлумачів Священного писання: масорети позитивно стверджують, що вищеназваного Хурталі в Ноєвому ковчезі не було, тому що не міг він туди увійти, — занадто він був великий, — він сидів на ковчезі верхом і дриґав ногами, як хлопчаки на дерев'яних конях (…). Завдяки цьому Хурталі виявився другим після Бога рятівником згаданого ковчега, бо він запобіг кораблетрощі: він за допомогою ніг приводив ковчег в рух і повертав його в будь-яку сторону, так що його ноги служили ковчегу як би кермом. Мешканці ковчега передавали йому по трубі достатню кількість харчів».
- Віктор Гребенюк. Драма «Світло в ковчезі», глава поетичного епосу «Діяння небожителів» (2011). Ной сповіщає про людство після потопу, зокрема Русь-Україну.

### Кінематограф
- «Ной» / Noah (2014; США) режисер Даррен Аронофскі, в ролі Ноя Дакота Ґойо (в дитинстві), Рассел Кроу (в зрілому віці).